# Samsung Galaxy C5 (2017)
Samsung Galaxy C5 2017 - это Android смартфон производства Samsung Electronics. Он был представлен и выпущен в октябре 2017 года..
Galaxy C5 2017 оснащен 16 мегапиксельной тыльной камерой со светодиодной вспышкой, апертурой f/1.9, автофокусом и 16 мегапиксельной фронтальной камерой с апертурой f/1.9, также оснащенной светодиодной вспышкой.

## Спецификации

### Оборудование
Телефон работает на базе Qualcomm MSM8953 Pro SoC Snapdragon 617, восьмиядерного процессора, GPU Adreno 405 и 4 ГБ RAM с 32/64 ГБ встроенной памяти и аккумулятором емкостью 2600 mAh. Samsung Galaxy C5 оснащен 5,2-дюймовым Super AMOLED дисплеем экраном.

### Программное обеспечение
Этот телефон поставляется с Android 7.0. Он поддерживает 4G VoLTE с поддержкой 4G с двумя SIM-картами. Он также поддерживает Samsung Knox и Samsung Pay.

## Смотрите также
- Samsung Galaxy J
- Samsung Galaxy
- Samsung
- Android (операционная система)
- Samsung Galaxy J2